# Ayumi Tanaka

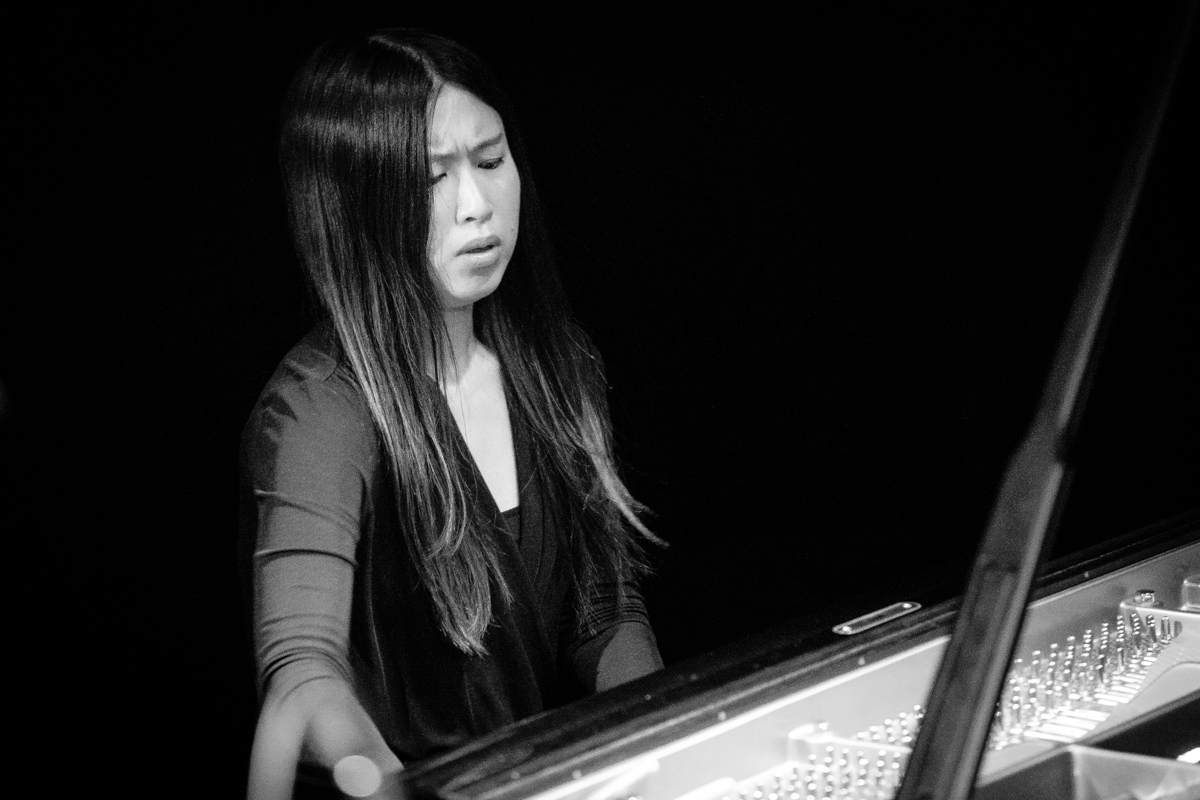
Ayumi Tanaka (2018)

Ayumi Tanaka (japanisch 田中 あゆみ, Tanaka Ayumi, * 9. März 1986 in Wakayama) ist eine japanische Musikerin (Piano, Komposition) des Creative Jazz.

## Leben und Wirken
Tanaka erhielt mit drei Jahren an der Yamaha-Musikschule ersten Musikunterricht. Als Pianistin gab sie im Rahmen ihrer Ausbildung mehrere internationale Konzerte in Japan und Europa. Im Jahr 2000 erhielt sie den ersten Preis beim Yamaha Junior Electone Wettbewerb. Sie hat die Lizenz der Klasse 3 im Yamaha-Notensystem. Sie studierte dann ab 2009 an der Universität Wakayama im Fachbereich Erziehungswissenschaften. 2011 zog sie nach Oslo, wo sie an der Norwegischen Musikhochschule bei Misha Alperin, Helge Lien und Anders Jormin Jazzpiano und bei Kristin Fossheim und Ellen Ugelvik klassisches Piano studierte und nach dem Bachelor 2017 den Masterstudiengang absolvierte.
Tanaka gründete ihr eigenes Ayumi Tanaka Trio (mit Christian Meaas Svendsen und Per Oddvar Johansen), mit dem sie das von der Kritik hochbewertete Album Memento (2016) einspielte. Mit dem Trio Tanaka/Lindvall/Wallumrød (mit Johan Lindvall und Christian Wallumrød) veröffentlichte sie 2016 das Album 3 Pianos, das im Down Beat vier Sterne erhielt. Sie ist seit 2015 Mitglied im Quintett Nakama um Christian Meaas Svendsen, mit dem sie mehrere Alben aufnahm. Zudem ist sie auf dem Album Thick As Thieves von Mongrel, auf Thomas Strønens Album Lucus (ECM 2018) und mit der japanischen Funkband  BimBamBoom zu hören. Mit unterschiedlichen Ensembles trat sie in Skandinavien, Deutschland, Indien, Japan, Brasilien und Nordamerika auf; mit Strønen und der Klarinettistin Marthe Lea legte sie 2021 das Album Bayou vor, mit Tellef Øgrim und Per Oddvar das  Album Red Lamplight on the Brick Wall (2021).
Daneben ist Tanaka als Musikpädagogin tätig. Sie wurde als Dozentin von Workshops für Kinder zum Oslo Jazz Festival 2013 und 2014 eingeladen, gab aber auch Workshops bei Barnas Jazzhus in Norwegen.